# Barresi (famiglia)
I Barresi o Barrese sono una famiglia dell'alta aristocrazia siciliana di origine francese insediatasi nell'Italia meridionale intorno all'XI secolo al seguito dei normanni.

## Storia
Abbo Barresi, capostipite della famiglia, era un cavaliere francese venuto in Sicilia al seguito del gran conte Ruggero I di Sicilia; tra l'XI e il XIII secolo i Barresi ottennero il controllo dei territori di Pietraperzia.
Per acquisto o concessione da parte dei vari governanti ottennero poi i territori di Convicino (poi Barrafranca), Naso (Italia), Capo d'Orlando, Militello in Val di Catania e vari altri dispersi in tutta la regione.
I Barresi fecero realizzare nel corso della loro storia opere artistiche e architettoniche come il castello Barresi a Pietraperzia trasformato da struttura difensiva a residenziale da Matteo II Barresi oltre alla chiesa madre di Pietraperzia.
Strinsero una serie di matrimoni strategici con varie famiglie nobiliari della Sicilia tra cui i Santapau, i Valguarnera, i Ventimiglia, i Branciforte e i Moncada.
I Barresi mantennero il loro potere fino al 1591 quando Dorotea Barresi e Santapau morì lasciando tutto a suo figlio Fabrizio Branciforte e Barresi inglobando tutte le ricchezze della casata ai Branciforte e infine ai Lanza.

## Membri illustri
I membri più importanti della famiglia furono indubbiamente Giovanni Antonio II e suo figlio Matteo II Barresi i quali accrebbero notevolmente le ricchezze di famiglia e resero il castello Barresi di Pietraperzia una corte colta e sofisticata.
Altro importante esponente fu Tommaso Barresi che si distinse militarmente e divenne alto comandante delle truppe aragonesi.
Oltre a lui Giovanni IV Barresi fu maestro giustiziere del re Federico III, consigliere del re Ludovico di Sicilia e vicario delle guardie siciliane a Catania, Giovanni Antonio I fu ambasciatore del re Alfonso d'Aragona e il primo dei Barresi a ottenere il mero e misto imperio.
Altri personaggi notabili furono Dorotea Barresi e Santapau, il figlio Fabrizio Branciforte Barresi e il nipote Francesco Branciforte Barresi.

## Architettura

### Edifici militari
- Castello Barresi Branciforte - XIV secolo, Militello in Val di Catania
- Castello Barresi - XIV secolo, Pietraperzia

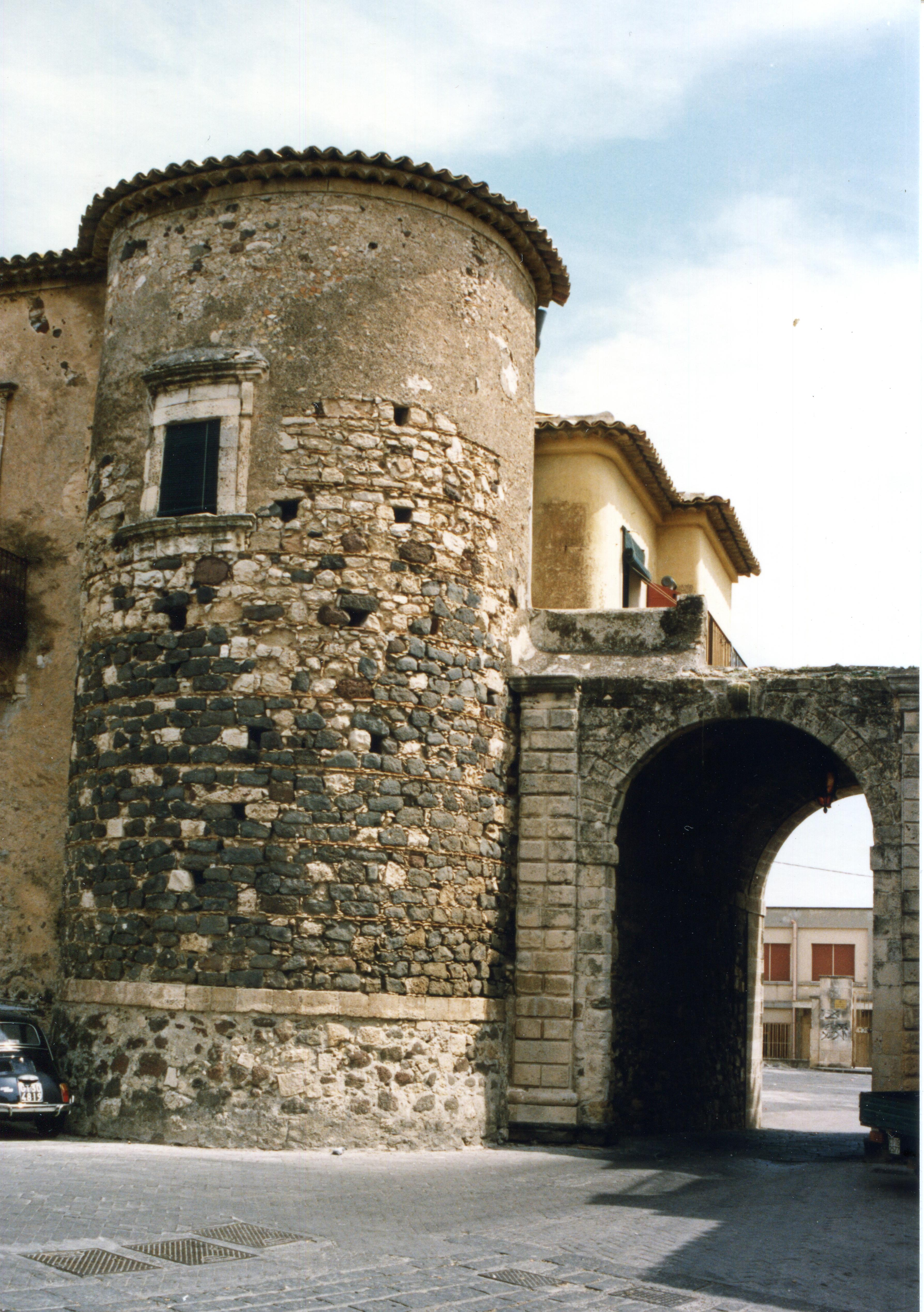
Castello Barresi, Militello
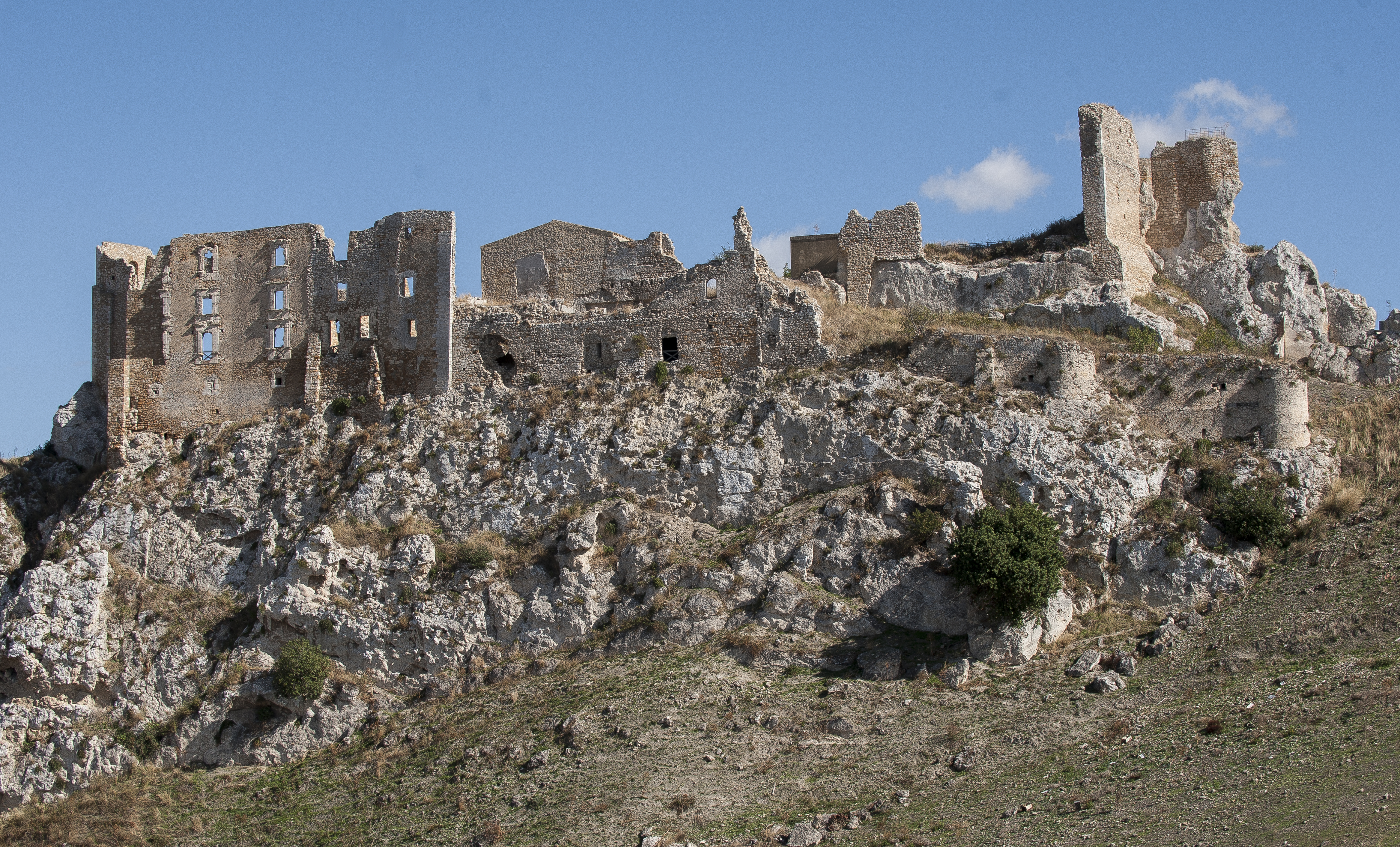
Ruderi del Castello Barresi, Pietraperzia

### Edifici civili
- Palazzo Majorana - XVI secolo, Militello in Val di Catania

### Edifici religiosi
- Convento dei Cappuccini - XVI secolo, Militello in Val di Catania
- Chiesa ed ex convento di San Francesco di Paola all'Annunziata - XV secolo, Militello in Val di Catania
- Chiesa di Santa Maria delle Grazie fuori le mura - XVI secolo, Militello in Val di Catania
- Chiesa della Santa Croce - XV secolo, Militello in Val di Catania

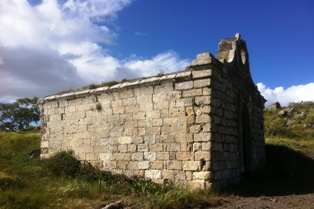
Chiesa di S.Croce, Militello
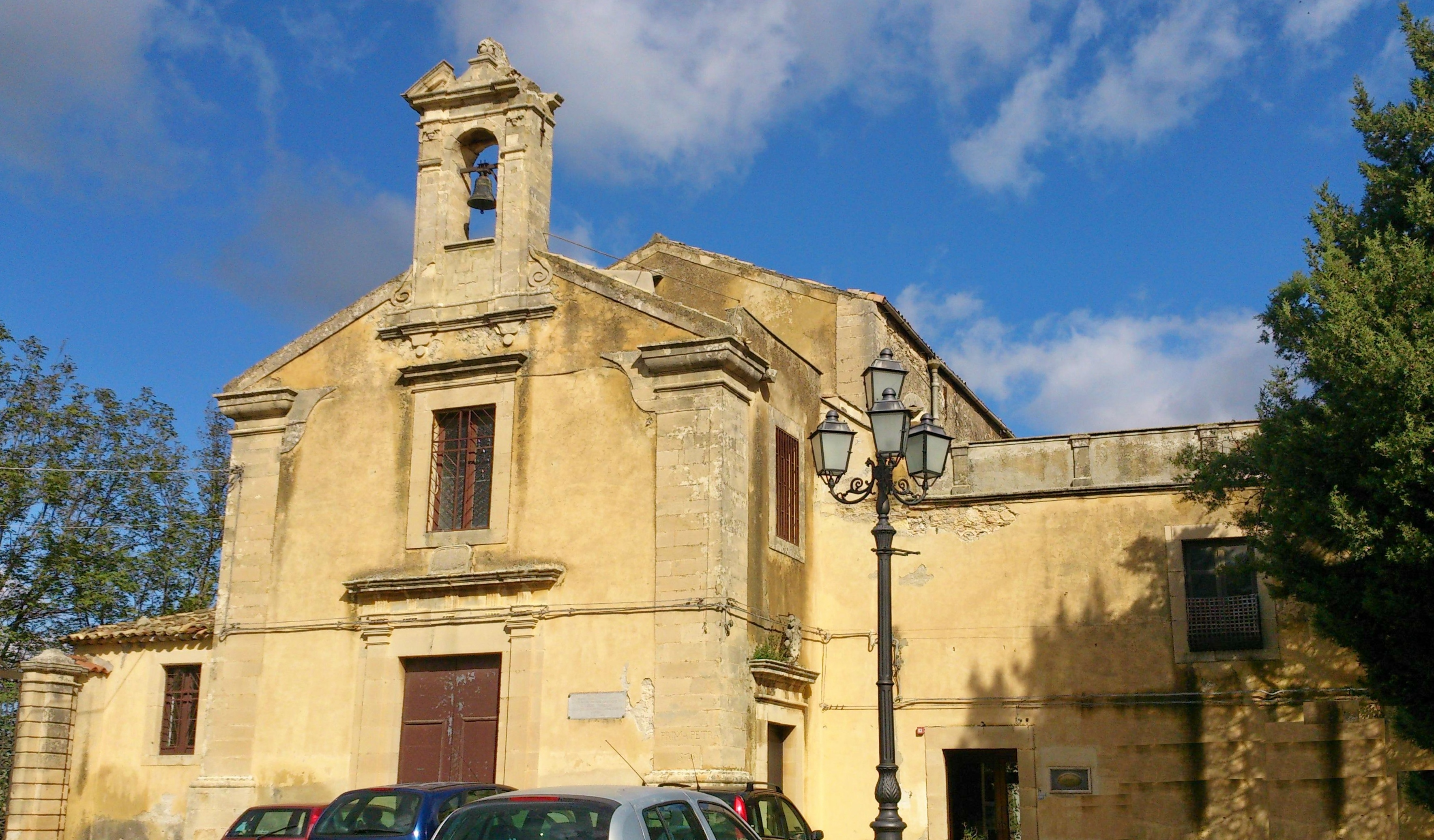
Convento dei Cappuccini, Militello